# Ilyushin Il-76
El Ilyushin Il-76 (en ruso: Ильюшин Ил-76, designación OTAN: Candid) es un avión de transporte pesado de cuatro motores, diseñado en la Unión Soviética, usado principalmente en países de África, Asia y Europa. Esta aeronave inicialmente fue diseñada para dar servicio a las fuerzas aéreas alineadas en el Bloque del Este. Sin embargo, tras la disolución de la Unión Soviética, el Il-76 ha entrado poco a poco en el mundo de la aviación comercial, como avión de transporte para cargamentos especiales de gran tonelaje. Realizó su primer vuelo el 25 de marzo de 1971.

## Diseño y desarrollo
Avión de transporte pesado y de largo alcance, con ala alta y cuatro motores de turbina instalados en góndolas bajo las alas, el timón vertical de cola es de gran tamaño y lleva los elevadores traseros en la parte alta del timón, tiene una compuerta trasera de carga para transporte de camiones militares y carga en contenedores.
La cabina de mando tiene varias ventanas que le permiten a los tripulantes observar el terreno antes de aterrizar, para poder aterrizar en carreteras, caminos de tierra, el desierto, nieve y en los lugares remotos del país, por la gran extensión de la Unión Soviética, Siberia y el norte del país, para mejorar la observación y navegación aérea, diseño que le permite ahora funcionar con éxito como un avión de patrulla naval, rescate y como un avión cisterna para la lucha contra incendios.
El avión fue desarrollado por el fabricante Ilyushin en el año 1967, introducido en 1974 y fabricado en grandes cantidades en 1980, como respuesta a la necesidad de la Fuerza Aérea Soviética de un avión de transporte capaz de transportar una carga de 40 toneladas (88.000 libras de peso) a una distancia de 5.000 km (2.700 millas náuticas) en menos de seis horas, para cubrir las grandes extensiones de territorio de la Unión Soviética y las necesidades de transporte de carga a lugares remotos del país, para el desarrollo de nuevos centros urbanos y se fabricaron más de 900 aviones de transporte, que ahora tienen aplicaciones civiles para el transporte de carga comercial. 
Este avión también tenía que ser capaz de operar desde pistas de poca longitud y que no estuviesen preparadas, aeropuertos comerciales y carreteras, y de dar servicio bajo condiciones meteorológicas muy adversas, en todo tipo de clima y vuelo nocturno, como las que se experimentan en Siberia y en la región ártica de Rusia.
Los cuatro motores de turbina tienen los sistemas de frenado tipo concha de almeja, con grandes compuertas que se cierran para desviar el empuje de los motores hacia adelante y frenar su velocidad, el empuje inverso es la desviación temporal de la salida de un reactor, los gases de escape son expulsados en otra dirección, la desaceleración resultante actúa contra el avance de la aeronave, frenándola en el momento del aterrizaje, para facilitar la frenada justo después de tocar tierra, permite al avión operar en aeropuertos de pistas más cortas, también puede activar el sistema de frenado en vuelo a pocos metros antes de aterrizar, para reducir la distancia de frenado en una pista de aterrizaje y en pleno vuelo para bajar su altitud operativa en forma controlada.
El diseño original del Il-76 tenía influencias de otros aviones de carga, su contrincante estadounidense Lockheed C-141 Starlifter.[cita requerida], diseñado al mismo tiempo, esto era muy usual en la época, ya que ocurría con muchos aviones de desarrollo soviético por las labores de espionaje industrial del KGB y las necesidades de transporte militar durante la Guerra Fría.[cita requerida]
Las principales diferencias en el diseño frente al Starlifter estadounidense eran un morro acristalado para la navegación y observación aérea, un tren de aterrizaje reforzado, motores de mayor potencia, una compuerta de carga de mayor tamaño y en las versiones militares, una torreta de cola defensiva, mejores prestaciones de vuelo a baja altitud y velocidad.[cita requerida]

## Producción y variantes
La cadena de producción del Il-76 se situó en la ciudad de Taskent, República Socialista Soviética de Uzbekistán, en aquella época república de la Unión Soviética, Alrededor de 860 aviones de las versiones iniciales fueron fabricados. En los años 90 se desarrollaron algunas versiones modernizadas (MF y TF) para Rusia, pero no fueron fabricadas en una cantidad significante, debido a los problemas financieros del usuario principal en aquella época, la Fuerza Aérea Rusa.
Una variante de mayor tamaño del Il-76MF fue también desarrollada, realizando el prototipo su primer vuelo de pruebas el 1 de agosto de 1995. Sin embargo, la producción de Il-76 cesó en 1997, y desde entonces empezó un periodo de declive en la fábrica de Taskent. 
Existe una variante de Alerta temprana y control aerotransportado que también se ha fabricado recientemente y se ofrece a otros países con varias opciones.
Algunos aviones comerciales fueron modernizados a la variante Il-76TD-90VD desde 2004, equipándose con los nuevos motores PS-90 que cumplían con la normativa europea de emisión de ruidos. En 2005,

### Prototipos y variantes del desarrollo
- Izdeliye-176: prototipo del Il-76PP.

- Izdeliye-676: prototipo para probar la telemetría y las comunicaciones, se usó en programas de pruebas.

- Izdeliye-1076: avión para misiones especiales, se desconoce que tipo de pruebas realizó.

- Izdeliye-1176: avión de inteligencia electrónica.

- Il-76TD-90 / Il-76MD-90: prototipo de prueba con los motores Perm PS-90.

- Il-76 firebomber: prototipo para la versión antincendios.

- Il-76PSD: prototipo de la versión de rescate marino.

- Il-150: prototipo del Beriev A-50 con motores Perm PS-90.

- Beriev A-60: prototipo con un sistema de láser aerotransportado.

### Variantes militares
- Il-76D: versión para transportar paracaidistas. Con torreta en la cola.

- Il-76K/Il-76MDK/Il-76MDK-II: entrenador de gravedad 0 para cosmonautas.

- Il-76LL: usado únicamente para pruebas de motores.

- Il-76M versión de transporte militar.

- Il-76MD: versión alargada del Il-76M.

- Il-76MD-M: modernización del Il-76MD.

- Il-76MD-90A o Il-476: versión del Il-76MD actualizada y con motores Aviadvigatel PS-90 con un peso máximo de carga de 62 toneladas

- Il-76MD Skal'pel-MT: versión de un hospital móvil.

- Il-76MF: versión militar alargada 6,6 m, motores PS-90 y el MTOW fue aumentado a 210 toneladas y el peso máximo de carga a 60 toneladas. No se produjo en serie por mucho tiempo y voló por primera vez en 1985.

- Il-76MD PS: versión de búsqueda y rescate marítimo.

- Il-76VPK o Il-82: versión de centro de comando en vuelo.

- Il-78 / Il-78M: versión de reabastecimiento en vuelo.

- Il-78M-90A o IL-478: versión de reabastecimiento en vuelo del IL-76MD-90A

- Il-78MKI:versión de reabastecimiento en vuelo, pero con especificaciones dadas por la Fuerza Aérea Hindú.

- Beriev A-50: versión AWACS desarrollada enteramente por Beriev.

- Beriev A-100: versión AWACS del Il-76MD-90A desarrollada por Beriev

### Variantes civiles
- Il-76MGA: versión inicial del carguero civil.

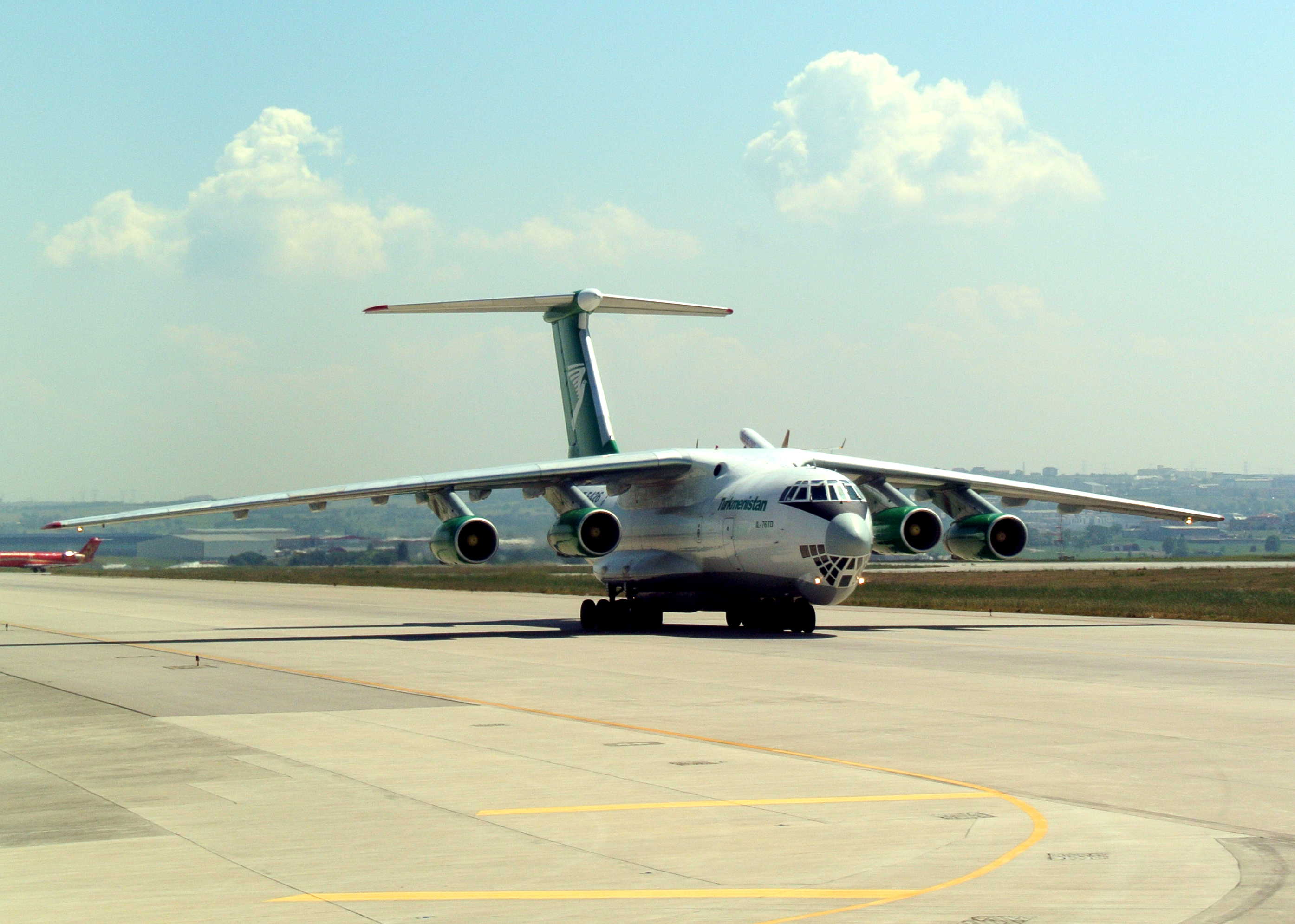
Il-76TD

- Il-76TD: un Il-76MD al cual se le removió todo el equipamiento militar para convertirlo en un avión con capacidad de transportar pasajeros.

- Il-76P / Il-76TP / Il-76TDP / Il-76MDP: versiones para el combate de incendios, tiene capacidad de 49.000 L, 3,5 veces la capacidad del C-130 Hercules.

- Il-76T: versión de transporte civil desarmada.

- Il-76TD-S: versión civil del Il-76MD.

### Versiones extranjeras
- A-50E/I Phalcon: versión fabricada en India. Equipada con un radar israelí Phalcon y motores Aviadvigatel PS-90.

- KJ-2000: versión AWACS de fabricación china, su base es un Il-76M, modificado con aviónica china.

- Bagdad-1: desarrollo iraquí, con un radar montado en la zona de carga de un Il-76M.

## Accidentes
- Colisión aérea de Charkhi Dadri del 12 de noviembre de 1996, un Ilyushin Il-76 de Kazajistán Airlines con 27 pasajeros y 10 tripulantes, colisionó con un Boeing 747 de Saudi Arabian Airlines mientras descendía para aterrizar en Nueva Delhi. Las 349 personas a bordo de ambas aeronaves fallecieron.

- 19 de febrero de 2003: el accidente del Ilyushin II-76MD de la Fuerza Aérea de Irán provoca 275 muertos.

- 11 de abril de 2018: el accidente del Il-76 de la Fuerza Aérea de Argelia en 2018 provoca 257 muertos.

- El 24 de junio de 2022 un avión de transporte militar Ilyushin Il-76 de la Fuerza Aérea Militar de Rusia (VVS) impactó contra el terreno tras despegar de la Base Aérea de Dyagilevo, en Riazán, en la región occidental del país. Según los medios rusos, había nueve tripulantes a bordo; 3 tripulantes murieron en el momento del accidente, otros 2 murieron en un hospital. En total hubo 5 muertos y 4 sobrevivientes.[5][6]
- El 24 de enero de 2024, un Ilyushin Il-76 se estrelló cerca de Yablonovo (distrito de Valuysky, óblast de Bélgorod) en Rusia, cerca de la frontera ruso-ucraniana, aparentemente a causa de un misil. Inmediatamente después, fuentes alineadas con Ucrania y funcionarios y medios de comunicación estatales rusos presentaron múltiples relatos contradictorios y sin fundamento sobre las circunstancias del accidente.
- El 12 de marzo de 2024 un Ilyushin Il-76 se estrelló en el Óblast de Ivanovo con 15 ocupantes a bordo. Un oficial anónimo del gobierno ruso afirmó que todos los ocupantes murieron en el accidente.[7]
- El incidente de Airstan de 1995 fue un incidente internacional que involucró a Rusia y a los talibanes de Afganistán. En agosto de 1995, una aeronave de combate controlada por talibanes interceptó un avión de transporte operado por Airstan, el Ilyushin Il-76TD, con siete personas de nacionalidad rusa a bordo, forzándolo a aterrizar en el Aeropuerto Internacional de Kandahar, ocupado por los talibanes. Los hombres estuvieron secuestrados un año antes de lograr su fuga, después de lograr dominar a sus captores y recuperar su aeronave, volando hacia la libertad.

## Aeronaves similares
- Ilyushin Il-78
- Antonov An-70
- Antonov An-124
- Beriev A-50
- Lockheed C-141 Starlifter
- C-5 Galaxy
- Boeing C-17 Globemaster III
- Airbus A310 MRTT